# Афроамериканці
Афроамерика́нці (англ. African Americans) — є етнічною групою, що складається з американців, які мають часткове або повне походження від будь-якого первісного народу, що походить з Африки або Америки відповідно до расової класифікації OMB «Чорні расові групи Африки»[3][4] Афроамериканці становлять другу за чисельністю етнорасову групу в США після білих американців.[5] Термін «афроамериканець», як правило, означає нащадків індіанців або африканців, що потрапили в рабство в США[6][7].
Більшість афроамериканців є нащадками поневолених людей в межах нинішніх Сполучених Штатів.[8][9] Хоча деякі чорношкірі іммігранти або їхні діти також можуть ідентифікувати себе як афроамериканці, більшість іммігрантів у першому поколінні цього не роблять, вважаючи за краще ідентифікувати себе з нацією свого походження.[10][11] Більшість афроамериканців мають західноафриканське та прибережне центральноафриканське походження, з різною кількістю західноєвропейських та індіанських предків.[12]
Історія афроамериканців почалася в 16 столітті, коли африканці із Західної Африки та прибережних районів Центральної Африки були продані європейським работорговцям і перевезені через Атлантику до Західної півкулі. Після прибуття до Америки їх продавали як рабів європейським колоністам і змушували працювати на плантаціях, особливо в південних колоніях. Деякі з них змогли здобути свободу через манумісію або втечу і заснували незалежні громади до і під час Американської революції. Після заснування Сполучених Штатів у 1783 році більшість чорношкірих продовжували перебувати в рабстві, найбільше на американському Півдні, де чотири мільйони рабів були звільнені лише під час і наприкінці Громадянської війни 1865 року[13]. Під час Реконструкції вони отримали громадянство, а дорослі чоловіки - право голосу; через поширену політику та ідеологію вищості білої раси до них здебільшого ставилися як до громадян другого сорту, і незабаром на Півдні вони були позбавлені виборчих прав. Ці обставини змінилися завдяки участі у військових конфліктах Сполучених Штатів, значній міграції з Півдня, ліквідації юридичної расової сегрегації та руху за громадянські права, який прагнув політичної та соціальної свободи. Однак расизм щодо афроамериканців і расова соціально-економічна нерівність залишаються проблемою і в 21 столітті.
У 20-му і 21-му століттях імміграція відіграє все більш значну роль в афро-американській громаді. Станом на 2022 рік 10% чорношкірих американців були іммігрантами, а 20% були або іммігрантами, або дітьми іммігрантів[14]. 
2008 року Барак Обама став першим і поки що єдиним афроамериканцем, обраним президентом США[15]. 
2020 року Камала Гарріс стала першою афроамериканкою - віце-президентом країни .
Афро-американська культура мала значний вплив на світову культуру, зробивши численні внески в образотворче мистецтво, літературу, англійську мову, філософію, політику, кухню, спорт і музику. Внесок афроамериканців у популярну музику настільки глибокий, що більшість американської музики, включаючи джаз, госпел, блюз, рок-н-рол, фанк, диско, хіп-хоп, R&B, реп і соул, частково або повністю походить від афроамериканської спільноти.

## Демографія
| менше 2 % 2–5 % 5–10 % 10–15 % 15–20 % | 20–25 % 25–30 % 30–35 % 35–40 % |

Відсоток афроамериканців за штатами у США станом на 2010 рік:
менше 2 %
2–5 %
5–10 %
10–15 %
15–20 %
20–25 %
25–30 %
30–35 %
35–40 %

За даними Бюро перепису населення, у США мешкає 38,9 мільйона афроамериканців, дані перепису населення 2010 року, що становить 12,9 % від всього населення. З-поміж афроамериканців мулатами є близько 17-18 %, самбо, мають домішок індіанської крові, близько 3-5 %, а також азійської та латиноамериканської крові — близько 1-2 %.

## Імена
На відміну від європейської культури, де ім'я і прізвище означають власне ім'я та ім'я роду, в афроамериканців ім'я означає власне ім'я, тоді як прізвище не є власним родовим іменем афроамериканців, а є родовим іменем рабовласника, яких дав рабам своє прізвище, як ознаку того, що вони є його власністю.

## Рекомендована література
- Altman, Susan (2000). The Encyclopedia of African-American Heritage. Facts on File. ISBN 978-0-8160-4125-1.
- Finkelman, Paul, ed. Encyclopedia of African American History, 1619–1895: From the Colonial Period to the Age of Frederick Douglass (3 vol Oxford University Press, 2006).
  - Finkelman, Paul, ed. Encyclopedia of African American History, 1896 to the Present: From the Age of Segregation to the Twenty-first Century (5 vol. Oxford University Press, US, 2009).
- John Hope Franklin, Alfred Moss, From Slavery to Freedom. A History of African Americans, McGraw-Hill Education 2001, standard work, first edition in 1947.
- Gates, Henry L. and Evelyn Brooks Higginbotham (eds), African American Lives, Oxford University Press, 2004 – more than 600 biographies.
- Hine, Darlene Clark, Rosalyn Terborg-Penn, Elsa Barkley Brown (eds), Black Women in America: An Historical Encyclopedia, (Indiana University Press 2005).
- Ortiz, Paul (2018). An African American and Latinx History of the United States. Beacon Press. ISBN 978-0807005934.
- Horton, James Oliver, and Lois E. Horton. Hard Road to Freedom: The Story of African America, African Roots Through the Civil War. Vol. 1 (Rutgers University Press, 2002); Hard Road to Freedom: The Story of African America: Volume 2: From the Civil War to the Millennium (2002). online
- Kranz, Rachel. African-American Business Leaders and Entrepreneurs (Infobase Publishing, 2004).
- Salzman, Jack, ed. Encyclopedia of Afro-American culture and history, New York City: Macmillan Library Reference US, 1996.
- Stewart, Earl L. (1998). African American Music: An Introduction. ISBN 978-0-02-860294-3.
- Southern, Eileen (1997). The Music of Black Americans: A History (вид. 3rd). W. W. Norton & Company. ISBN 978-0-393-97141-5.